# C-802
C-802 är en kinesisk sjömålsrobot. Robotens kinesiska beteckning är: Yingji-82 eller YJ-82 (鹰击-82), exportbeteckningen är C-802. Det är en mycket modernare robot än den så kallade Silkworm (HJ-2).